# Stephen Paddon
Stephen Paddon var en målmandstræner i den danske Superliga-klub Randers FC.
Han blev ansat i Randers FC i januar 2005, og stoppede i 2013